# Reflectionz

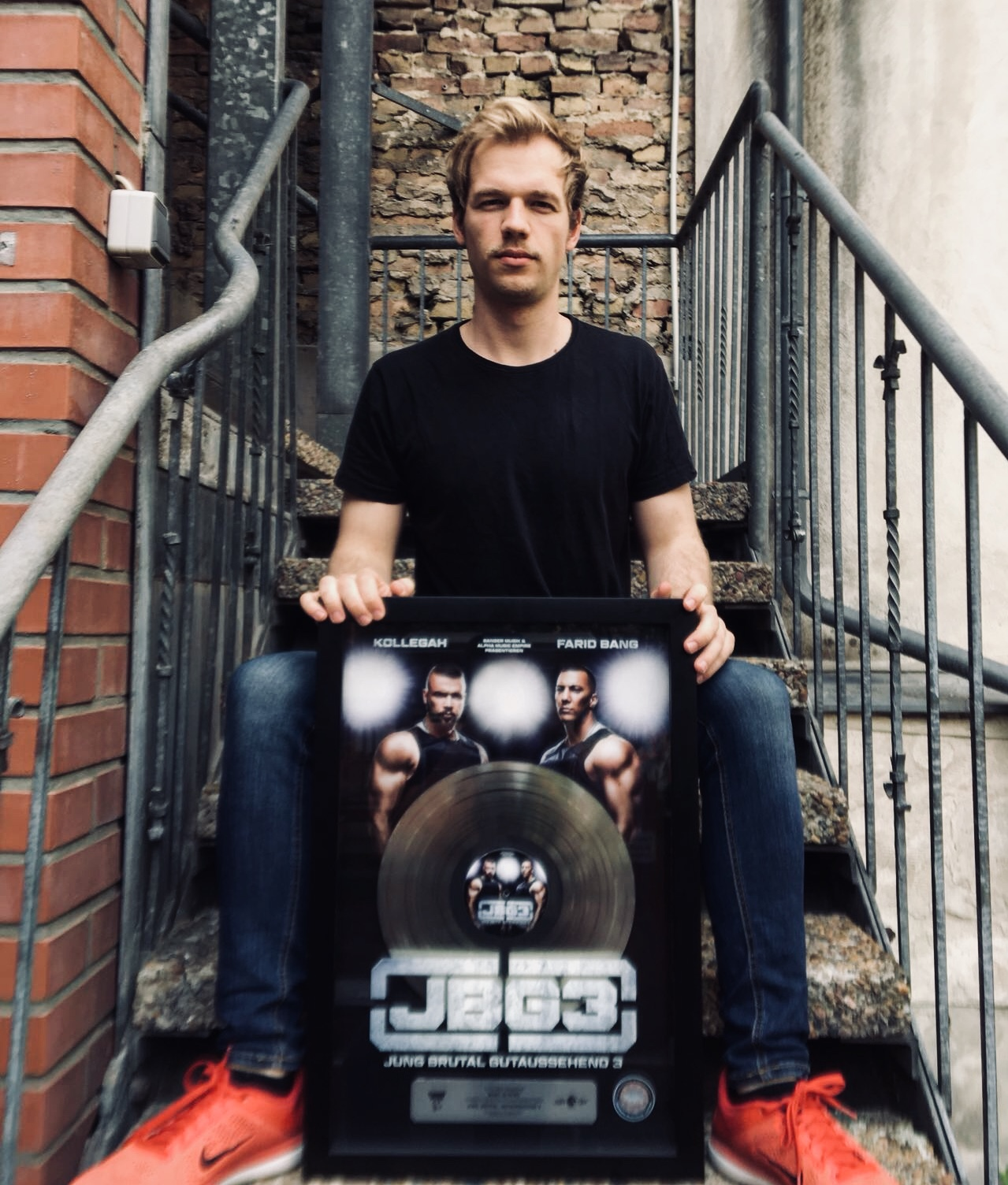
Reflectionz mit der Platin-Schallplatte für seine Mitwirkung an Kollegahs und Farid Bangs Album JBG3

Reflectionz (* 11. Januar 1993 in Hamburg, bürgerlich: Marc Glücks) ist ein Musikproduzent aus Berlin und Mitgründer des dort ansässigen Musikproduktionsstudios Above Zero. Er produziert für verschiedene Künstler aus dem deutschsprachigen Raum und arbeitete insbesondere mit Kollegah, Massiv, Farid Bang, Ski Aggu, 01099, Chakuza und KC Rebell zusammen. Seit 2020 produziert Reflectionz auch für internationale Künstler, insbesondere aus Dänemark, der Slowakei und Norwegen.

## Karriere
Erstmals auf sich aufmerksam machte er 2012 mit der Produktion des Titels Al Massiva Beutejagd auf dem Album Solange Mein Herz Schlägt von Massiv (damals unter der Bezeichnung bpmuzic). 2013 produzierte er neben MBIYAD vier weitere Titel auf dem Album Blut Gegen Blut 3 von Massiv. Ein Jahr später produzierte Reflectionz neben Reboot zwei weitere Titel auf dem Album Mukke aus der Unterschicht 4 von Bizzy Montana. 2016 produzierte er den Titel Nero auf Kollegahs Album Imperator, der auch als Single erschien. Im gleichen Jahr veröffentlichte Reflectionz seine erste eigene Single Weg zusammen mit Richter.
Er hat Audio Engineering und Audio Production an der SAE Berlin studiert. Reflectionz gründete im November 2016 die in der Musikproduktion tätige Above Zero GmbH mit Sitz und eigenem Studio in Berlin. Auf dem YouTube-Kanal seiner Firma veröffentlicht Reflectionz seitdem regelmäßig neue Produktionen.
2017 produzierte er MA auf dem Album Auge des Tigers von Majoe. Außerdem komponierte er Hiroshima, Tornadotorpedo und Didgeridoo auf dem Album Blackout 2 von Chakuza & Bizzy Montana. Anfang 2017 erschien zudem der von ihm produzierte Titel Legacy zunächst als Single und im Juli auf dem gleichnamigen Album von Kollegah zusammen mit Luzifer. Darüber hinaus wirkte Reflectionz an Kollegahs und Farid Bangs Album Jung Brutal Gutaussehend 3 beim Titel Jagdsaison mit, welches am 1. Dezember 2017 erschien und mit Platin ausgezeichnet wurde. 2020 komponierte Reflectionz zusammen mit Joe Chen und Pepperjuice die Single So Stupid von Leona Griffin & Wafande, seine erste Veröffentlichung sowohl im Pop-Bereich als auch international. Im November 2021 erschien die Single Nervenkrieg von EstA und Silla, die vollständig im eigenen Studio von Reflectionz aufgenommen, produziert und gemischt wurde. 2022 wirkte er an den Titeln Veľa Ginu, Ráno Hlad 2 und Princeska auf dem Album Freeride 4 des slowakischen Künstlers Radikal Chef mit. Der 2023 von Reflectionz mitproduzierte Song Anders von 01099 & Ski Aggu wurde von 1 Live als bester HipHop-Song des Jahres ausgezeichnet.
Reflectionz setzt bei seinen Produktionen auf einen Mix aus synthetischen und organischen Sounds, was insbesondere auf die von ihm genutzten Plugins zurückzuführen ist. Er legt Wert auf gutes Netzwerken, konstruktive Zusammenarbeit und gegenseitigen Austausch zwischen Musikproduzierenden. Deswegen veranstaltet er über seinen Verlag 21 Gramm auch Songwriting-Camps, um gemeinsam an Beats und Songs zu arbeiten.

## Auszeichnungen

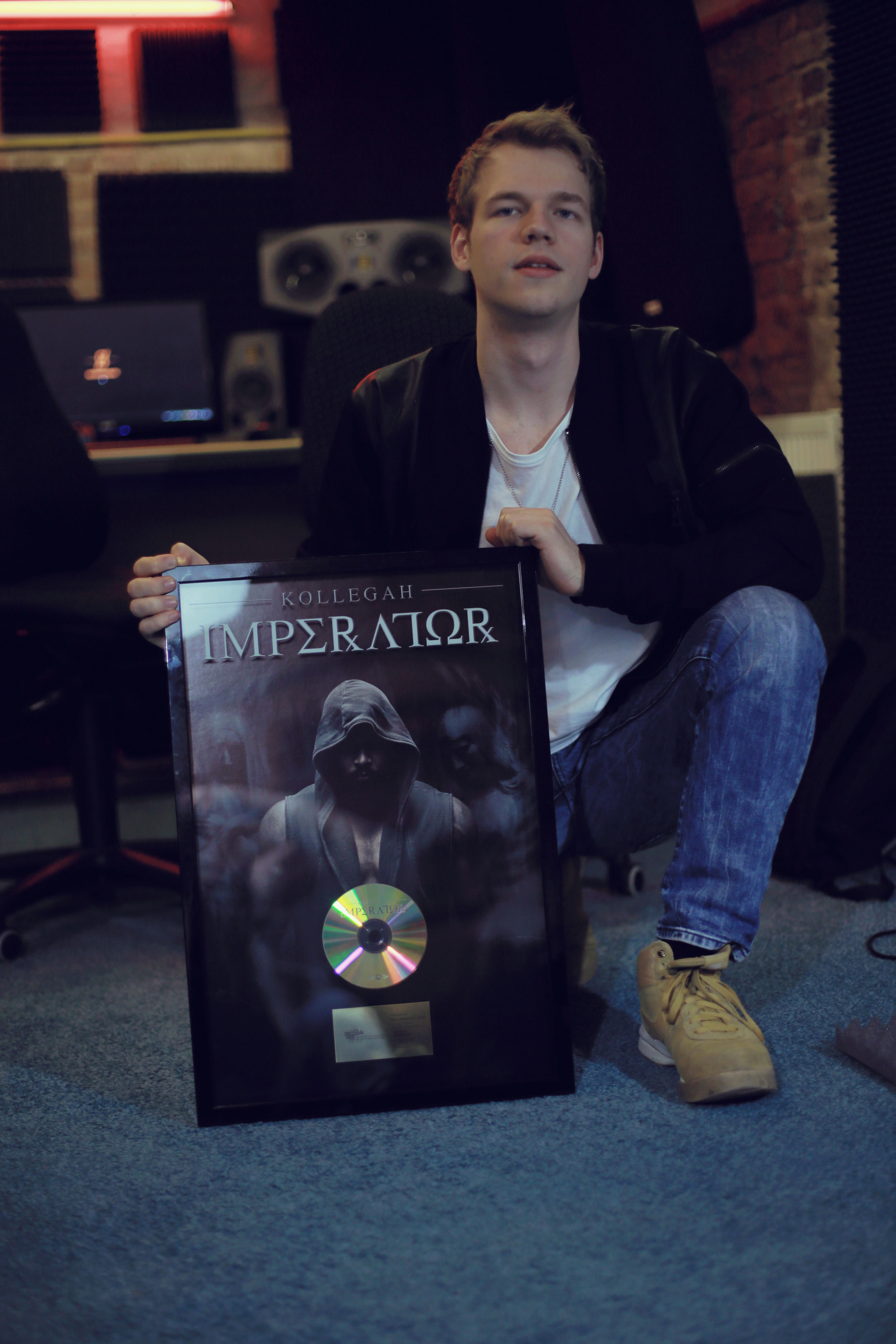
Reflectionz mit der Goldenen Schallplatte für seine Mitwirkung an Kollegahs Album Imperator

- Platin Platin in Deutschland für die Mitwirkung an Kollegahs und Farid Bangs Album Jung Brutal Gutaussehend 3[19]
- Gold Gold in Deutschland für die Mitwirkung an Kollegahs Album Imperator[20]
- Gold Gold in Österreich für die Mitwirkung an Kollegahs und Farid Bangs Album Jung Brutal Gutaussehend 3[21]
- Gold Gold in der Schweiz für die Mitwirkung an Kollegahs und Farid Bangs Album Jung Brutal Gutaussehend 3[22]
- Gold Gold in Deutschland für die Mitwirkung an 01099s Anders auf dem Album Blaue Stunden[23]

## Diskografie

### Alben
| Jahr | Album                         | Interpret               | Produzierte Titel | Chartplatzierungen | Chartplatzierungen | Chartplatzierungen | Erstveröffentlichung |
| Jahr | Album                         | Interpret               | Produzierte Titel | DE                 | AT                 | CH                 | Erstveröffentlichung |
| ---- | ----------------------------- | ----------------------- | --- | ------------------ | ------------------ | ------------------ | -------------------- |
| 2012 | Solange Mein Herz Schlägt     | Massiv                  | Al Massiva Beutejagd ft. Beirut & Granit                                                                                         | 18                 | 43                 | 22                 | 21. September 2012   |
| 2013 | Symbiose                      | Richter                 | Eisblock | —                  | —                  | —                  | 14. Februar 2013     |
| 2013 | Zrug in Summer                | Uslender Production     | Soldiwood | —                  | —                  | 4                  | 26. April 2013       |
| 2013 | Banger Rebellieren            | KC Rebell               | Anhörung | 2                  | 5                  | 6                  | 3. Mai 2013          |
| 2013 | Blut gegen Blut 3             | Massiv                  | MBIYAD ft. Farid Bang, Opferfest 2, Starr In Meine 9mm ft. Beirut & Granit, Prototyp Kanacke/BGB 3, Schnapp die Kalash ft. Sadiq | 4                  | 13                 | 7                  | 2. August 2013       |
| 2014 | Nostalgie                     | Marc Reis               | Auf Wiedersehen Pt. V, Alles Okay, Kopfgift                                                                                      | —                  | —                  | —                  | 31. Januar 2014      |
| 2014 | Mukke aus der Unterschicht 4  | Bizzy Montana           | Reboot, Sixpack, Outro | 6                  | 19                 | 25                 | 3. Oktober 2014      |
| 2014 | Exit                          | Richter                 | 100 Bars | —                  | —                  | —                  | 16. Dezember 2014    |
| 2016 | Es war einmal in Südberlin    | Silla                   | Tarnfarben | 21                 | 62                 | 55                 | 21. Oktober 2016     |
| 2016 | Dreggisch und Roh             | Vega                    | Intro, Verrückt ft. Face | —                  | —                  | 81                 | 26. November 2016    |
| 2016 | Imperator                     | Kollegah                | Nero | 1                  | 1                  | 1                  | 9. Dezember 2016     |
| 2017 | Cobra 3                       | Bosca                   | Über Den Tellerrand (Remix) (auf LTD. Boxset)                                                                                    | 5                  | 23                 | 16                 | 13. Januar 2017      |
| 2017 | Auge des Tigers               | Majoe                   | MA | 1                  | 3                  | 2                  | 10. Februar 2017     |
| 2017 | Blackout 2                    | Chakuza & Bizzy Montana | Hiroshima, Tornadotorpedo, Didgeridoo                                                                                            | 7                  | 9                  | 33                 | 14. April 2017       |
| 2017 | Schmetterling                 | Samson Jones            | Feuerspiel | 84                 | —                  | —                  | 26. Mai 2017         |
| 2017 | Legacy                        | Kollegah                | Legacy, Luzifer | 2                  | 8                  | 11                 | 14. Juli 2017        |
| 2017 | Cold Summer                   | Seyed                   | Jet Ski | 4                  | 13                 | 25                 | 18. August 2017      |
| 2017 | Blanco                        | Kurdo & Majoe           | Mike Tyson (auf Bonus-EP) | 6                  | 7                  | 7                  | 15. September 2017   |
| 2017 | Lotus                         | Richter                 | Umsonst (auf Limited-Edition) | —                  | —                  | —                  | 10. Oktober 2017     |
| 2017 | JBG 3                         | Kollegah & Farid Bang   | Jagdsaison | 1                  | 1                  | 1                  | 1. Dezember 2017     |
| 2018 | 20 Mille EP                   | Fousy                   | 20MIDJ | —                  | —                  | —                  | 2. März 2018         |
| 2018 | Verboten                      | Twin                    | Spiel mit dem Feuer | 28                 | —                  | —                  | 31. August 2018      |
| 2019 | Alélo                         | Fousy                   | One Million | —                  | —                  | —                  | 12. April 2019       |
| 2022 | Fusion                        | Sugar MMFK & Nu51       | Überlebt, Block gefangen | —                  | —                  | —                  | 27. Mai 2022         |
| 2022 | Freeride 4                    | Radikal Chef            | Veľa Ginu, Ráno Hlad 2, Princeska                                                                                                | —                  | —                  | —                  | 16. Dezember 2022    |
| 2023 | Auch ein Atze muss mal weinen | Ritter Lean             | Sticker | —                  | —                  | —                  | 14. Juli 2023        |
| 2023 | Blaue Stunden                 | 01099                   | Anders | 1                  | 16                 | 6                  | 3. November 2023     |
| 2024 | Cinema                        | NOAH                    | Risque | —                  | —                  | —                  | 16. Mai 2024         |
| 2024 | Doktor                        | Nizi19                  | A-Team | 12                 | —                  | —                  | 18. Oktober 2024     |

### Singles
| Jahr | Single         | Interpret               | Chartplatzierungen | Chartplatzierungen | Chartplatzierungen | Erstveröffentlichung |
| Jahr | Single         | Interpret               | DE                 | AT                 | CH                 | Erstveröffentlichung |
| ---- | -------------- | ----------------------- | ------------------ | ------------------ | ------------------ | -------------------- |
| 2016 | Weg            | Reflectionz ft. Richter | —                  | —                  | —                  | 5. Juni 2016         |
| 2016 | Nero           | Kollegah                | 57                 | 71                 | —                  | 9. Oktober 2016      |
| 2017 | Legacy         | Kollegah                | 51                 | 68                 | —                  | 17. März 2017        |
| 2020 | So Stupid      | Leona Griffin & Wafande | —                  | —                  | —                  | 17. Juli 2020        |
| 2021 | Nervenkrieg    | EstA & Silla            | —                  | —                  | —                  | 5. November 2021     |
| 2021 | halb 3         | EstA                    | —                  | —                  | —                  | 3. Dezember 2021     |
| 2022 | Einraumwohnung | Noah                    | —                  | —                  | —                  | 18. März 2022        |
| 2023 | Anders         | 01099 & Ski Aggu        | 9                  | 18                 | 25                 | 21. April 2023       |
| 2023 | Pink Summer    | AyVe                    | —                  | —                  | —                  | 25. August 2023      |
| 2024 | 24/7           | Undacava                | —                  | —                  | —                  | 1. März 2024         |
| 2024 | kelepçe        | Sena Şahin              | —                  | —                  | —                  | 12. April 2024       |
| 2024 | A-Team         | Nizi19 & KALIM          | —                  | —                  | —                  | 13. September 2024   |
| 2024 | MAYBACH BENZ   | Nextacy & Reflectionz   | —                  | —                  | —                  | 27. September 2024   |